# T14突擊坦克
T14突擊坦克（Assault Tank T14）是二戰時期美英的一個聯合開發項目，T14的開發主旨是為美英雙方提供能同用的重型坦克。
1941年，美國軍方人員前往英國商討硏制一種重型裝甲的戰鬥車輛，甚至比邱吉爾坦克的裝甲更強。
於1942年5月至次年5月間研發，經測試後，原批准量產，但最終仍被取消，停留在試驗階段，製造過兩輛原型車。

## 開發歷史
1942年，英國最初預訂了8,500輛，但直至1944年T14的原型仍未完成，測驗指出車輛在實際使用時嚴重過重，此時英軍已大量采用邱吉爾坦克及其他坦克。
T14開發項目在二戰完結時被終止。只有2輛製成；一輛在美國測試而另一輛送往英國。 英國的存放在博文頓坦克博物館

## 外部連結
- （英文）-二戰戰鬥車輛介紹
- （英文）-美軍中型坦克介紹